# Desmond Miles
Desmond Miles é um personagem fictício e protagonista da narrativa moldura que une os cinco primeiros jogos da franquia Assassin's Creed. Ele é descendente de uma longa linhagem de assassinos, incluindo Adão, Aquilus, Altaïr Ibn-La'Ahad, Ezio Auditore da Firenze, Edward Kenway, Haytham Kenway e Connor Kenway. Miles é dublado por Nolan North e teve seu corpo modelado a partir do modelo canadense Francisco Randez. Ele representa simbolicamente a forma de transcendência que justifica a obrigatoriedade de um corpo humano.

## Biografia
Nascido em um esconderijo da Ordem dos Assassinos, sitiado em Black Hills, chamado de "A Fazenda", um lugar com cerca de 30 habitantes de vida simples, Desmond cresceu sob a supervisão de seu pai William "Will" Miles, isolado do mundo, recebendo treinamentos para se tornar um assassino. Porém aos 16 anos ele fugiu, cansado de seus pais repressivos e da história da guerra com os templários, além do desejo de conhecer o resto do mundo. Seu treinamento o ajudou a escapar dos assassinos que o perseguiram, e assim ele foi para Nova Iorque, onde se tornou um barman em um clube noturno e passou a usar uma identidade falsa para não ser encontrado.

### Assassin's Creed
Em setembro de 2012, devido a necessidade de uma impressão digital para tirar uma carteira de motorista, ele foi encontrado pelas Indústrias Abstergo - uma companhia farmacêutica italiana que serve de fachada para os templários atuais - e foi raptado pela equipe de Warren Vidic e Lucy Stillman. Eles pretendiam utilizar Desmond para descobrir a localização dos Pedaços do Éden, artefatos antigos de grande poder criados por aqueles que nos precederam, a primeira civilização a habitar a Terra.
Eles forçam Desmond a usar o Animus, um dispositivo capaz de criar projeções em três dimensões a partir de memórias de ancestrais contidas no DNA, a fim de reviver a juventude de Altaïr Ibn-La'Ahad, um assassino da Terceira Cruzada da Terra Santa e descobrir a localização dos artefatos. Quando os assassinos descobrem que Desmond foi capturado eles tentam resgata-lo, porém eles são mortos e "A Fazenda" é atacada e destruída. Ao adquirirem a informação desejada, os executivos da Abstergo ordenaram a morte de Desmond, mas Lucy os convenceu a deixa-lo vivo caso ele fosse útil no futuro. Ao voltar ao seu quarto, Desmond descobre que está sofrendo o efeito sangria, um sintoma grave da exposição prolongada ao Animus, que o permite absorver habilidades dos seus ancestrais. Isso o garantiu a visão aquilina, uma habilidade de Altäir que o permitia distinguir amigos de inimigos, além de ver mensagens ocultas. Ao usar sua habilidade, Desmond descobre que a Cobaia 16, quem o precedeu no Projeto Animus, deixou uma mensagem escrita em sangue na parede, porém ele não consegue interpreta-la.

### Assassin's Creed II
Com a ajuda de Lucy, que se revelou uma assassina infiltrada, Desmond fugiu das instalações da Abstergo em um carro. Eles foram para um esconderijo do pequeno grupo de assassinos supervisionado por Lucy e seus parceiros - O britânico Shaun Hastings e a americana Rebecca Crane - a fim de ser treinado no Animus 2.0, fazendo uso do efeito sangria. Desta vez, ele revive a juventude de Ezio Auditore da Firenze, um assassino da renascença. Depois de um intervalo de tempo ele é forçado a sair do dispositivo, para não sofrer a degradação mental que a Cobaia 16 sofreu como efeito colateral do uso prolongado do Animus. Pouco depois de sair do dispositivo, Desmond usa suas habilidade recém-adquiridas para ligar o sistema de segurança do esconderijo. Ao terminar o serviço, ele começa a sofrer um flash back de uma memória de Altäir, onde ele descobre que ele se apaixonou por Maria Thorpe, uma templária que costumava ser vista junta a Robert de Sablé, e que eles tiveram um filho.
No próximo dia, Desmond se recupera das alucinações e retorna para o Animus, preferindo não contar o que lhe aconteceu aos Assassinos. Ele continuou nas memorias de Ezio Auditore, apesar de ter sido 'bloqueado' quando uma "Sequência de memoria corrompida" aparece. Avançando para a sequência seguinte, eles descobrem que o arqui-inimigo de Ezio, o Grão-mestre templário Rodrigo Bórgia se tornou o Papa Alexandre VI, o concedendo acesso a um dos Pedaço do Éden, o Báculo Papal e também a um cofre localizado abaixo do Vaticano. Ao derrotar Rodrigo Bórgia usando uma Maça do Éden, um dos pedaços do Éden, Ezio entra no cofre. Ezio se vê de frente com uma espécie de holograma dourado que se auto-denominava Minerva; Minerva avisa aos Assassinos sobre o fim do mundo e também conta sobre a história da guerra entre aqueles que nos precederam e suas cobaias humanas, porém os assassinos se surpreendem ao perceber que ela falava com Desmond e não com Ezio. Ela alerta Desmond sobre uma catástrofe que vai varrer a vida da Terra no fim de 2012. Logo após ver a mensagem, os assassinos partem para Monteriggioni, local onde Ezio morou com seu tio, pois o esconderijo foi invadido pela equipe da Abstergo.

### Assassin's Creed: Brotherhood
Quando os assassinos chegam a Monteriggioni, eles se escondem em um santuário que se localizado abaixo da vila Auditore, para assim não poderem ser rastreados pela Abstergo. Desmond usa novamente o Animus 2.0 a fim de descobrir onde Ezio escondeu a Maça do Éden, e para isso revive a luta de Ezio contra César Bórgia, o novo grão mestre templário. Após matar César, ele esconde a Maça do Éden em uma cofre no Coliseu de Roma, e com isso, os assassinos partem em busca do artefato. Ao encontrar o cofre, Desmond vê holograma de Juno, a rainha da primeira civilização, que lhe passa uma mensagem e o entrega a Maça do Éden. Porém, ao pegar o artefato, Juno toma o controle do corpo de Desmond e o força a esfaquear a Lucy, sem um motivo aparente. Com isso, a mente de Desmond entra em colapso e é fragmentada em várias personalidades, entrando em coma induzido.

### Assassin's Creed: Revelations
Com Desmond em coma, os assassinos o colocam no Animus novamente. Com seu subconsciente instalado no dispositivo, Desmond pode separar suas memórias das de Altäir e Ezio. De inicio ele se encontra em uma ilha virtual, onde ele encontra Clay Kaczmarek, a Cobaia 16, que se instalou no Animus antes de se suicidar. Ele explica que se Desmond sair antes de reorganizar suas memórias ele vai sofrer do mesmo mal que o deixou louco, e que para isso ocorrer, Desmond deve reviver os últimos anos de Ezio. Nos seus momentos finais, Ezio entra na biblioteca de Altair, onde foi deixada uma mensagem para Desmond em uma Maça do Éden.
Assim Ezio e Desmond se encontram com Júpiter, o rei da primeira civilização, que explica para Desmond como sua civilização foi destruída pela Catástrofe de Toba - uma tempestade solar que varreu a vida da Terra - e que ela estava preste a acontecer novamente. Ele diz que seu povo construiu vários cofres pelo mundo, procurando uma maneira de deter a catástrofe, mas não houve tempo o suficiente. Com isso, Jupiter dá a Desmond a missão de ir ao Grande Templo e pesquisar uma forma de deter a catástrofe, e o tira do coma. Ao acordar ele se encontra junto Rebecca, Shaun e Will em uma van, e percebe que seu braço brilha junto a Maça do Éden récem adquirida, e então Desmond olha para o pai e diz: "Eu sei o que devo fazer". Com isso, Will abre a porta da van e revela que estão no jardim do Grande Templo, e um clarão acontece, revelando o que parece ser um mapa.